# Bob Sneevliet
Bob Sneevliet (pseudoniem van Robert Jim Scholte) is een Nederlands online verslaggever, opiniemaker en communistisch activist. Hij is oprichter en gezicht van het YouTube-kanaal Left Laser, dat sinds 2022 bekendheid geniet met satirische en confronterende straatinterviews, vaak gericht tegen gevestigde politieke partijen en media. Zijn werk roept zowel lof als controverse op in het publieke debat.

## Biografie
Sneevliet sloot zich op 14-jarige leeftijd aan bij ROOD, de jongerenorganisatie van de Socialistische Partij (SP). Scholte studeerde sociologie aan de Erasmus Universiteit Rotterdam, waar hij actief werd binnen het studentenprotest tegen rendementsdenken en bezuinigingen op de geesteswetenschappen. Hij was in 2015 woordvoerder van De Nieuwe Universiteit Rotterdam, een studentenbeweging die voortkwam uit de landelijke protesten rond de Maagdenhuisbezetting. Hij sprak zich uit voor meer transparantie, democratisering en behoud van filosofieonderwijs aan de universiteit. Na zijn studie werkte hij onder andere als beleidsmedewerker voor de Haagse Stadspartij, een lokale progressieve partij in Den Haag.
In de loop der jaren ontwikkelde hij zich ideologisch en organisatorisch, waarbij hij de SP verruilde voor Revolutionaire Eenheid, een kleiner, revolutionair-communistisch collectief. In 2022 richtte hij het YouTubekanaal Left Laser op, aanvankelijk als experiment in politieke communicatie.

## Left Laser
Sneevliet richtte Left Laser op in 2022 en dit Youtube-kanaal groeide snel, mede dankzij video's waarin politieke tegenstanders op straat worden geconfronteerd met scherpe, soms provocerende vragen. De stijl van de interviews wordt regelmatig vergeleken met die van PowNed, hoewel Sneevliet dit zelf een "belediging" noemt vanwege het aanvallen van sociaal kwetsbaren door laatstgenoemde.
Het kanaal ontvangt financiële steun van donateurs via Patreon en biedt ook merchandise aan, zoals Karl Marx-bakvormen en stickers. In de visie van Sneevliet is LeftLaser een poging om linkse propaganda te moderniseren en jongeren politiek bewust te maken. Sneevliet bepleit een model van "professionele revolutionairen", geïnspireerd op Lenins Wat te doen? waarin het opbouwen van een revolutionaire organisatie centraal staat.